# La fine della vicenda
La fine della vicenda (1977) è un romanzo di fantascienza dello scrittore americano Alan Dean Foster. Il libro è il quarto in ordine cronologico della serie di Pip e Flinx.

## Trama
Il romanzo si svolge immediatamente dopo Orphan Star con Flinx che porta la sua nuova nave spaziale, Teacher costruita dagli Ulru-Ujurrians, ad Alaspin, il pianeta natale del suo minidrago Pip, alla ricerca dell'uomo che ha fatto un'offerta per Flinx quando era un bambino messo in vendita in un'asta di schiavi.
Non solo trova quest'uomo, Skua September, un uomo gigantesco con un orecchino dorato, ma acquisisce anche uno strano nuovo animale domestico alieno Abalamahalamatandra (Ab in breve) e viene inseguito da una squadra di assassini chiamata Qwarm. Gli amici di Flinx, i Bran Tse-Mallory e Truzenzuzex si presentano alla ricerca di Ab, nella speranza di trovare un'arma antica, ritenuta forse in grado di fermare un buco nero, prima che i tre pianeti abitati sul percorso di questo buco nero vagante vengano risucchiati.